# Scaphoideus bifurcatus
Scaphoideus bifurcatus är en insektsart som beskrevs av Delong och Mohr 1936. Scaphoideus bifurcatus ingår i släktet Scaphoideus och familjen dvärgstritar. Inga underarter finns listade i Catalogue of Life.